# فيسنتي إيبورا
فيسنتي إيبورا (بالإسبانية: Vicente Iborra)‏ من مواليد 16 يناير 1988 في فالنسيا بإسبانيا. هو لاعب كرة قدم إسباني يلعب حالياً لصالح ليستر سيتي الإنجليزي منذ عام 2017 في مركز إرتكاز.

## الإنجازات
إشبيلية
- دوري أوروبا: 2013–14،[1] 2014–15،[2] 2015–16
- كأس ملك إسبانيا: الوصيف 2015–16
- كأس السوبر الأوروبي: الوصيف 2014، 2015

## روابط خارجية
- فيسنتي إيبورا على موقع الاتحاد الأوربي (الإنجليزية)
- فيسنتي إيبورا على موقع قاعدة بيانات كرة القدم.إي يو (الإنجليزية)
- فيسنتي إيبورا على موقع Soccerbase.com (لاعب) (الإنجليزية)
- فيسنتي إيبورا على موقع Soccerway.com (الإنجليزية)
- فيسنتي إيبورا على موقع عالم كرة القدم.نت (الإنجليزية)
- فيسنتي إيبورا على موقع AS.com (الإسبانية)